# Janez Burgar
Janez Burgar, slovenski partizan, tesar, * 25. januar 1920, Hraše, † ?.
V NOV in POS je vstopil 14. julija 1943. Kot pripadnik 15. divizije NOVJ je bil eden izmed odposlancev, ki so se udeležili Zbora odposlancev slovenskega naroda v Kočevju.